# Sweet Vengeance
Sweet Vengeance — дебютный полноформатный студийный альбом шведской группы Nightrage, выпущен 30 июня 2003 года под лейблом Century Media Records. Японское издание альбома содержит демоверсию песни «Gloomy Daydreams».

## Список композиций
| №   | Название                                                           | Длительность |
| --- | ------------------------------------------------------------------ | ------------ |
| 1.  | «The Tremor»                                                       | 3:17         |
| 2.  | «The Glow of the Setting Sun»                                      | 4:09         |
| 3.  | «Hero»                                                             | 3:57         |
| 4.  | «Elusive Emotion»                                                  | 3:45         |
| 5.  | «Gloomy Daydreams»                                                 | 4:13         |
| 6.  | «Macabre Apparition»                                               | 3:31         |
| 7.  | «In My Heart»                                                      | 3:19         |
| 8.  | «Ethereal»                                                         | 4:50         |
| 9.  | «Circle of Pain»                                                   | 4:21         |
| 10. | «At the Ends of the Earth»                                         | 4:34         |
| 11. | «The Howls of the Wolves» (Instrumental)                           | 1:42         |
| 12. | «Gloomy Daydreams» (Extended Demo Version) (Bonus track for Japan) |              |

## Участники записи

### Nightrage
- Tomas Lindberg − вокал
- Marios Iliopoulos − гитара
- Gus G. − гитара
- Brice Leclercq − гитара

### Приглашённые музыканты
- Per Möller Jensen − ударные
- Fredrik Nordström − клавиши
- Tom S. Englund − вокал